# 第5屆奧斯卡金像獎
第5届奥斯卡金像奖（英語：5th Academy Awards）于1932年11月18日在美国加利福尼亚州洛杉矶大使酒店举行，由美国电影艺术与科学学会颁发，旨在奖励于1931年8月1日到1932年7月31日制作完并上映的电影。颁奖典礼主持人是康拉德·内格尔。
华特·迪士尼为颁奖典礼创作了一部特别的动画短片，《奖项提名者的游行》。
《大饭店》成为奧斯卡史上唯一一部只获得最佳影片提名且獲獎的最佳影片。奧斯卡史上只出現四次獲頒最佳影片，但並未入圍最佳导演的紀錄，其他三次分別是它还是第62屆的《溫馨接送情》、第85屆的《亞果出任務》和第91屆的《幸福綠皮書》，也是7部未获得剧本类提名的最佳影片中的第3部。
这是第一次未提名最佳影片的两部电影（《化身博士 (1931年電影)》和《卫兵》），获得提名多于最佳影片的奥斯卡奖。另两次发生在第25届和第79届。
这一年，奥斯卡奖第一次引入短片类奖项，《花与树》是第一个获奖的彩色影片，也是第一个动画短片获奖者。
這屆也是史上唯一一次两位男演员并列获得最佳男主角，以及最后一次没有电影赢得超过两个奖项的奥斯卡奖。

## 奖项
获奖者在最上方以加粗字体显示
| 最佳製作(Outstanding production) - 《大饭店》 – 欧文·托尔伯格，米高梅‡ - 《阿罗史密斯》 – 塞缪尔·戈德温，塞缪尔·戈德温影视 - 《难测女人心》 – 温菲尔德·希恩，福克斯电影公司 - 《舐犊情深》 – 金·维多尔，米高梅 - 《最后的五星》 – 哈尔·沃里斯，第一国家影业 - 《红楼艳史》 – 恩斯特·刘别谦，派拉蒙帕布利克斯 - 《上海快车》 – 阿道夫·祖克尔，派拉蒙帕布利克斯 - 《驸马艳史》 – 恩斯特·刘别谦，派拉蒙帕布利克斯 | 最佳导演(Directing) - 弗兰克·鲍沙其 – 《难测女人心》‡ - 金·维多尔 – 《舐犊情深》 - 约瑟夫·冯·斯特恩伯格 – 《上海快车》 |
| 最佳男主角(Actor) - 弗雷德里克·马区 – 《化身博士 (1931年電影)》饰演Dr Henry Jekyll/化身博士‡ - 華理士·勃利 – 《舐犊情深》饰演Champ‡ - 阿尔弗莱德·朗特 – 《卫兵》饰演The Actor | 最佳女主角(Actress) - 海伦·海丝 – 《戰地晴天》饰演Madelon Claudet‡ - 玛丽·杜丝勒 – 《艾玛》饰演Emma Thatcher Smith - 琳恩·方坦 – 《卫兵》饰演The Actress                                                                                             |
| 最佳原創故事(Original Story) - 《舐犊情深》 – 弗朗西丝·马里恩‡ - 《淑女绅士》 – 格罗弗·琼斯和威廉·斯莱文斯·麦克纳特 - 《明星证人》 – 吕西安·哈伯德 - 《好莱坞的价值》 – 阿德拉·罗杰斯·圣约翰斯和简·穆尔芬 | 最佳改编剧本(Adaptation) - 《难测女人心》 – 埃德温·J·伯克，根据韦纳·德尔玛的小说和话剧‡ - 《阿罗史密斯》 – 西德尼·霍华德，根据辛克莱·刘易斯的小说 - 《化身博士 (1931年電影)》 – 珀西·希思和塞缪尔·霍芬斯坦，根据罗伯特·路易斯·史蒂文森的《化身博士》 |
| 最佳艺术指导(Art direction) - 《横越大西洋》 – 戈登·怀尔斯‡ - 《我们等待自由》 – 拉扎尔·梅森 - 《阿罗史密斯》 – 理查德·戴 | 最佳摄影(Cinematography) - 《上海快车》 – 李·加姆斯‡ - 《阿罗史密斯》 – 雷·琼 - 《化身博士 (1931年電影)》 – 卡尔·斯特鲁斯 |
| 最佳录音(Sound Recording) - 派拉蒙帕布利克斯音效部‡ - 米高梅音效部 - 雷电华电影音效部 - 华特迪士尼公司 - 华纳兄弟-第一国家影业音效部 | 最佳卡通短片 Short subject (Cartoon) - 《花与树》 – 华特·迪士尼, 华特迪士尼公司, 联美‡ - 《又抓到了我》 – 莱昂·施莱辛格，华纳兄弟 - 《米奇的孤儿们》 – 华特·迪士尼，华特迪士尼公司，哥伦比亚影业                                                     |
| 最佳喜劇短片 Short subject (Comedy) - 《音乐盒》 – 哈尔·罗奇‡ - 《大嘴巴》 – 麦克·塞尼特 - 《抓住可以抓住》 – 雷电华电影 | 最佳新奇短片 Short subject (Novelty) - 《箭鱼摔跤》 – 麦克·塞尼特‡ - 《荧幕纪念品》 – 派拉蒙帕布利克斯 - 《摆高》 – 米高梅 |

## 奥斯卡荣誉奖
- 华特·迪士尼，因为创作米老鼠[1]

## 获得多项提名和奖项
| 以下7部电影获得多项提名： - 4项：《阿罗史密斯》和《舐犊情深》 - 3项：《难测女人心》、《上海快车》和《化身博士 (1931年電影)》 - 2项：《卫兵》 | 以下1部电影获得多项大奖： - 2项：《难测女人心》和《舐犊情深》 |